# Klek Knights 2022
Questa voce raccoglie le informazioni riguardanti i Klek Knights nelle competizioni ufficiali della stagione 2022.

## Druga Liga 2022

### Stagione regolare
| 2022 1ª giornata | Klek Knights | 0 – 39 | Bucharest Rebels |  |

| 2022 2ª giornata | Klek Knights | 13 – 0 | Mladenovac Forestlanders |  |

| 2022 3ª giornata | Klek Knights | 33 – 0 | Kraljevo Royal Crowns |  |

### Playoff
| 7 maggio 2022 Finale | Bucharest Rebels | 32 – 0 referto | Klek Knights |  |

## Statistiche di squadra
| Competizione      | %Vittorie | In casa | In casa | In casa | In casa | In casa | In casa | In trasferta | In trasferta | In trasferta | In trasferta | In trasferta | In trasferta | Totale | Totale | Totale | Totale | Totale | Totale |
| Competizione      | %Vittorie | G       | V       | N       | P       | Pf      | Ps      | G            | V            | N            | P            | Pf           | Ps           | G      | V      | N      | P      | Pf     | Ps     |
| ----------------- | --------- | ------- | ------- | ------- | ------- | ------- | ------- | ------------ | ------------ | ------------ | ------------ | ------------ | ------------ | ------ | ------ | ------ | ------ | ------ | ------ |
| Stagione regolare | .667      | 3       | 2       | 0       | 1       | 48      | 39      | 0            | 0            | 0            | 0            | 0            | 0            | 3      | 2      | 0      | 1      | 48     | 39     |
| Playoff           | .000      | 0       | 0       | 0       | 0       | 0       | 0       | 1            | 0            | 0            | 1            | 0            | 32           | 1      | 0      | 0      | 1      | 0      | 32     |
| Totale            | .500      | 3       | 2       | 0       | 1       | 48      | 39      | 1            | 0            | 0            | 1            | 0            | 32           | 4      | 2      | 0      | 2      | 48     | 71     |